# Фервак, Гийом д’Отмер

Герб Гийома д’Отмера.

Гийом д’Отмер, граф де Шатовийэн, барон де Грансей, сеньор де Фервак (фр. Guillaume de Hautemer, comte de Châteauvillain, baron de Grancey, seigneur de Fervaques; 1537/1538 — 14 ноября 1613) — французский полководец, маршал Франции, кавалер ордена Святого Духа.

## Биография
Отличился во многих битвах своего времени. Во время первых религиозных войн сражался на стороне католиков при Дрё (1562) и Сен-Дени (1567). Во время Варфоломеевской ночи пытался спасти жизнь капитану-протестанту де Монейну.
В 1574 году во время похода в Нормандию против графа Монтгомери де Фервак служил начальником штаба у маршала Матиньона. Он участвовал в осаде Сент-Ло и Домфрона (1574), где был ранен.
После убийства Генриха III Гийом д’Отмер перешёл на сторону Генриха Наваррского, который сделал его маршалом (26 сентября 1597 года).

## Семья
- Отец: Жан д’Отмер, сеньор де Фервак дю Фурне
- Мать: Анна де ла Бом
- Жена: (1) Рене л’Эвек де Марконэй, (2) Анна д’Алегр, графиня д’Аркур де Лаваль